# Lövsjö ängar
Lövsjö ängar är ett naturreservat i Lessebo kommun i Kronobergs län.
Området avsattes som domänreservat redan 1939 av Domänverket men omvandlades till naturreservat 1996. Det är 18 hektar stort.
Ängarna har under lång tid varit inägomarken till Lövsjö by och det är gott om stenrösen. I reservatet finns öppna marker omväxlande med grova träd som ek och lind. 

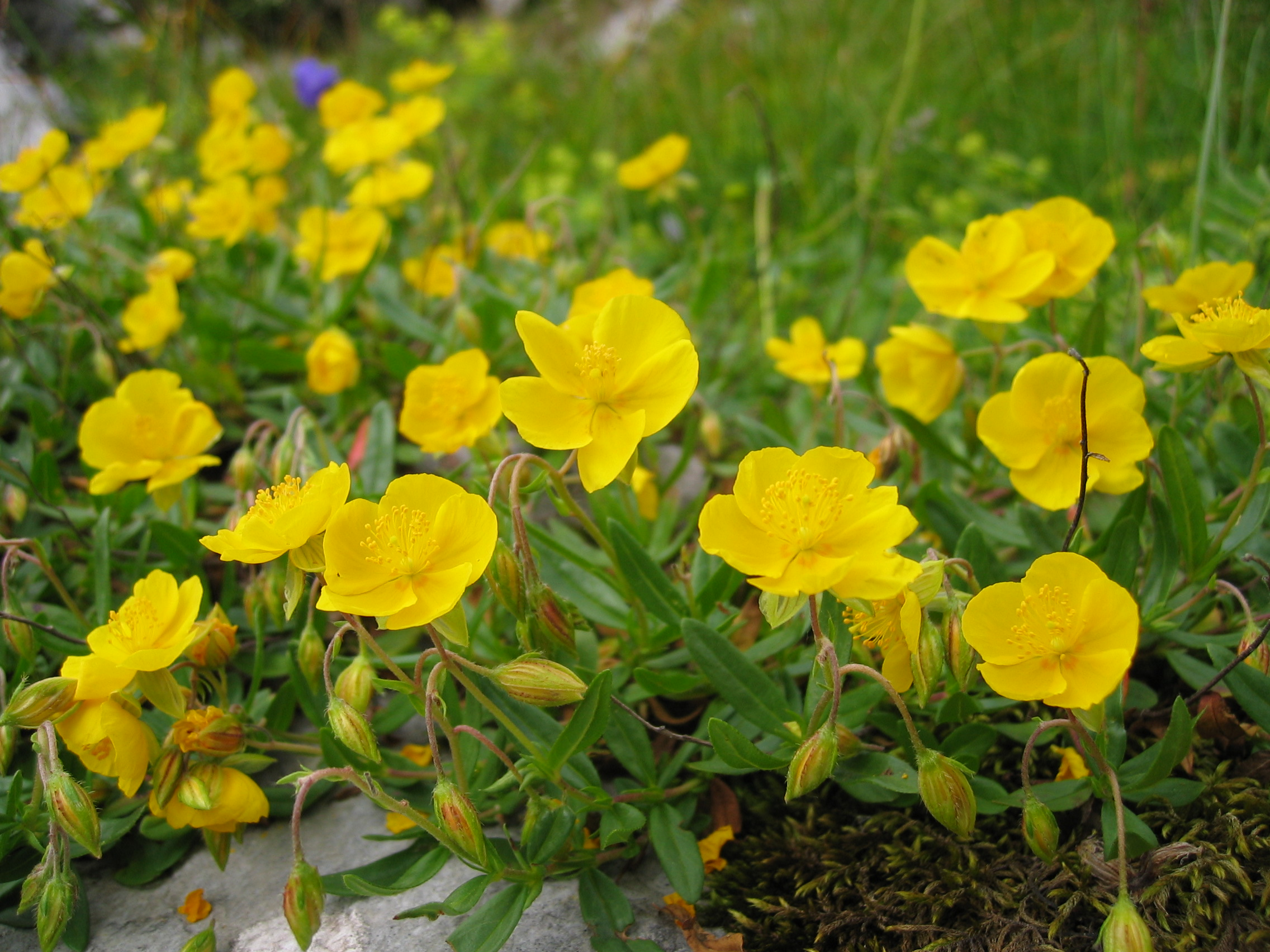
Solvända

Ängsflora är artrik och man kan se jungfrulin, solvända och ängsvädd. De olika lövträden och ängarna gynnar livet för både fåglar och insekter.  
Ängarna betas efter midsommar när de flesta växterna hunnit blomma. Genom reservatet går en markerad vandringsled. 